# Deutscher Orchesterwettbewerb
Der Deutsche Orchesterwettbewerb (DOW) ist ein musikalischer Wettbewerb, der vom Deutschen Musikrat in Kooperation mit der ARD ausgerichtet wird. Ziel des Wettbewerbes ist es, instrumentales Musizieren von Laien in Orchestern verschiedener Besetzung zu fördern. Durch den wettbewerbsartigen Leistungsvergleich soll die Qualität und Vielfalt der Amateurorchester in Deutschland dargestellt und öffentlich bekannt gemacht werden. Die Grundfinanzierung der Veranstaltung wird durch den Kulturstaatsminister getragen.

## Wettbewerb
Der Wettbewerb richtet sich an ambitionierte nicht-professionelle Orchester und ist in verschiedenen Kategorien ausgeschrieben. Aktuell sind dies Sinfonieorchester, Kammerorchester, Blasorchester, Blechbläserensemble, Posaunenchor, Spielleutekorps, Zupforchester, Zitherensemble, Gitarrenensemble, Akkordeonorchester, Big Bands und Offene Besetzungen. Für Jugendorchester erfolgt die Bewertung in separaten Kategorien. 
Die Orchester werden in einem Auswahlverfahren der Bundesländer durch die Landesmusikräte zum Bundeswettbewerb gemeldet. Pro Kategorie und Bundesland kann in der Regel nur ein Orchester gemeldet werden. Der Beirat Deutscher Orchesterwettbewerb lässt die Orchester zum Bundeswettbewerb zu. Überregionale Orchester sind vom Wettbewerb ausgeschlossen, für die Teilnahme von Instrumentalmusikern, die keine Laien sind, gibt es Obergrenzen. Die Orchester tragen zwei oder mehr Werke vor, darunter mindestens eines der vorgeschlagenen Wahlpflichtwerke. Für zeitgenössische Musik – darunter werden Werke verstanden, die erst vor wenigen Jahren komponiert wurden – existiert eine Sonderwertung. Der Vortrag wird in der Regel durch eine Fachjury von fünf Personen bewertet, wobei drei der Jurymitglieder der jeweiligen Kategorie angehören. Die Beratungen der Jury sind nicht öffentlich, die Entscheidungen können nicht angefochten werden.  
Der Wettbewerb wird ergänzt durch Fortbildungsveranstaltungen und die Vergabe von Stipendien für Orchesterdirigenten. Zudem werden Kompositionen in Auftrag gegeben, Literaturlisten zusammengestellt und Tondokumentationen erstellt.

## Austragungsorte
Bisherige Austragungsorte waren: 
- 1986 Würzburg
- 1988 Berlin
- 1992 Goslar
- 1996 Gera
- 2000 Karlsruhe
- 2004 Osnabrück
- 2008 Wuppertal
- 2012 Hildesheim
- 2016 Ulm[1]

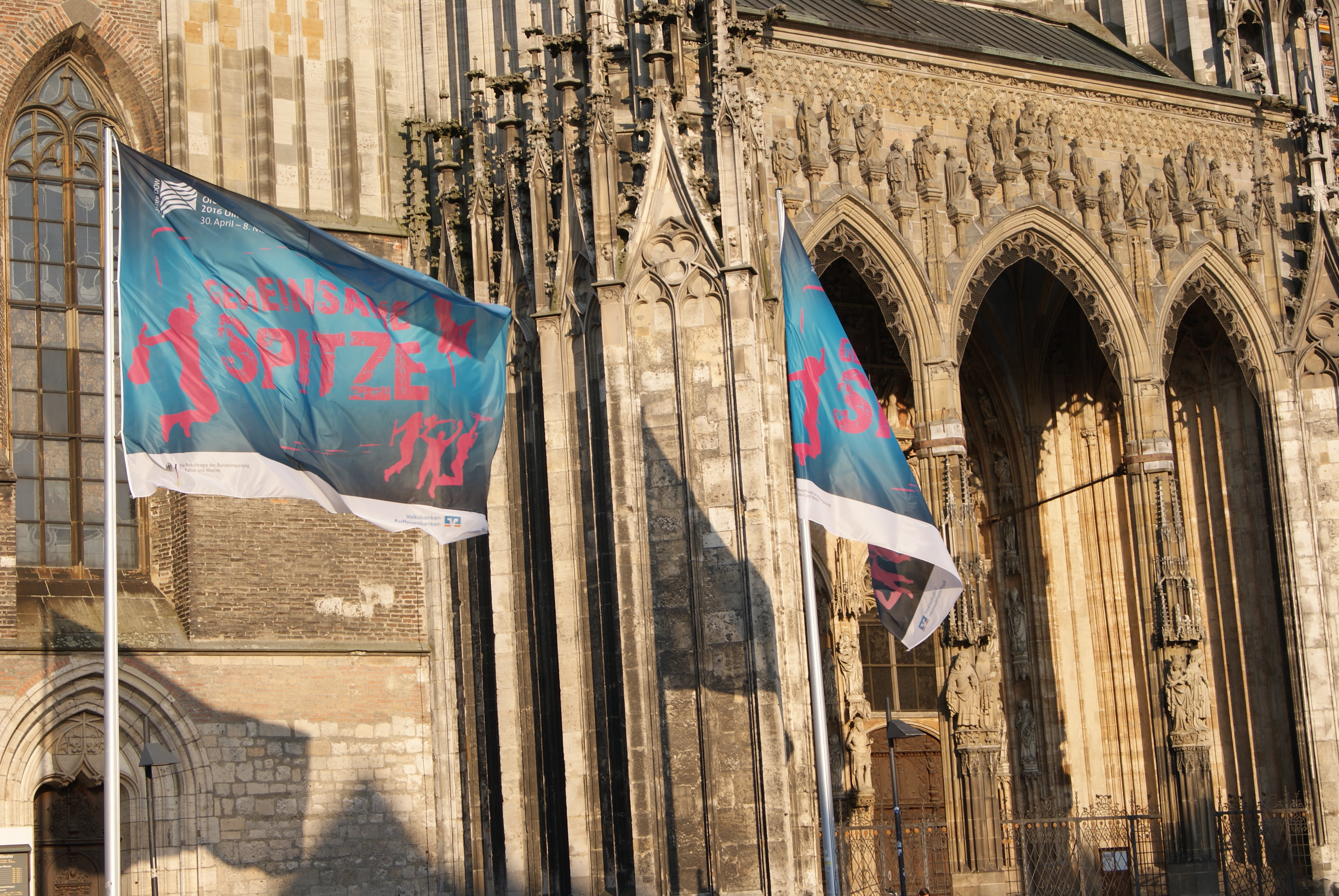
Fahnen des Orchesterwettbewerbs 2016 vor dem Ulmer Münster

- 2021 virtuell aufgrund der COVID-19-Pandemie.[2][3][4] Ursprünglich geplant für 2020 in Bonn[5] anlässlich des Jubiläums „250 Jahre Beethoven“.[6]
- 2025 Mainz, Wiesbaden und Ingelheim